# آ ثلاثية الفلقات
آ ثلاثية الفلقات (الاسم العلمي: Aa trilobulata) هو نوع، في جنس آ، وضع التسمية العلمية  رودولف شليتشتر، وذلك في  1922.